# Systém relativní většiny
Systém relativní většiny či systém prvního v cíli (FPTP či FPP z anglického „first past the post“) je většinový volební systém používaný v jednomandátových volebních obvodech, kde pro zisk mandátu postačuje relativní většina odevzdaných hlasů. Kandidát, který získal největší počet hlasů, tak získává mandát.
Výhodou tohoto systému je jednoznačné určení vítěze v jednom kole volby. Negativem tohoto systému je možnost velmi vysokého počtu propadlých hlasů: v případě 10 kandidátů, může stačit k vítězství získat jen o něco více než 10 % hlasů. V takovém případě téměř 90 % hlasů propadne a proto téměř 90 % voličů nemusí být spokojeno se zvoleným kandidátem. 
Při použití tohoto systému pro parlamentní volby se projevuje značná disproporce mezi počtem hlasů pro danou stranu a jejím zastoupení v parlamentu, která posiluje nejsilnější stranu či strany, a naopak znevýhodňuje strany slabší. To přináší výhodu v podobě větší stability, kdy vítězná strana může sestavit jednobarevnou vládu neb nutnosti tvorby koalice; nevýhodou je však, že některé opoziční strany mohou mít jen minimální zastoupení, a to i v případě, že jejich veřejná podpora je vyšší.

## Využití

### Parlamentní volby
Tento volební systém je typický pro volby do Dolní sněmovny Spojeného království, kde každý poslanec (Member of Parliament) reprezentuje jeden volební obvod. Těch je podle pravidel platných k roku 2023 celkem 650 a jejich hranice musí být stanoveny tak, aby na jednoho poslance připadalo více než 69 724 a méně než 77 062 voličů.
Příklad: Volby v roce 2024
| Strana              | Volební výsledek | Volební výsledek | Zisk mandátů | Zisk mandátů |
| Strana              | hlasů            | %                | poslanců     | %            |
| ------------------- | ---------------- | ---------------- | ------------ | ------------ |
| Labouristé          | 9 704 655        | 33,68            | 412          | 63,38        |
| Konzervativci       | 6 827 311        | 23,7             | 121          | 18,61        |
| Reformisté          | 4 117 221        | 14,29            | 5            | 0,76         |
| Liberální demokraté | 3 519 199        | 12,21            | 72           | 11,07        |
| Ostatní             | 4 637 545        | 16,09            | 40           | 6,15         |
| Celkem              | 28 805 931       | 100              | 650          | 100          |

Mapa výsledků voleb do Dolní sněmovny Spojeného království 2024

V roce 2011 byl poprvé využit ve volbách do polského Senátu.

### Prezidentské volby
Pro volby hlavy státu se jednokolový systém používá výjimečně, příkladem může být volba prezidenta Mexika.